# Willy Pöge
Friedrich Elias Willibald „Willy” Pöge (ur. 2 grudnia 1869 w Chemnitz, zm. 12 maja 1914) – niemiecki kierowca wyścigowy i inżynier.

## Kariera
Pöge rozpoczął karierę wyścigową w 1889 roku na Bicyklu, na którym zdobył mistrzostwo Saksonii. Niemiec przesiadł się do samochodów wyścigowych w 1902 roku i po kilku wyścigach w samochodach francuskich producentów, dołączył do ekipy Mercedesa. Wygrał wiele wyścigów, głównie górskich, a w latach 1903-1904 był najlepszy we Frankfurtrennen. W 1906 roku Niemiec wygrał wyścig górski w Semmering (nieopodal Wiednia) w samochodzie Mercedes 60hp, a rok później odniósł tam zwycięstwo w samochodzie 120hp. W sezonie 1908 jako piąty dojechał do mety Grand Prix Francji. Jego ostatnim zwycięstwem było to odniesione w 1910 roku w wyścigu Russian Touring Trial.